# Yoshimi Yamashita
Yoshimi Yamashita (japanisch 山下良美 Yamashita Yoshimi; * 20. Februar 1986 in Tokio) ist eine japanische Fußballschiedsrichterin. Sie steht seit 2015 auf der Liste der FIFA-Schiedsrichter.

## Karriere
Neben einzelnen Spielen in der heimischen J2 League (Männer) leitete sie bereits international einige Partien, so unter anderem seit 2016 Freundschaftsspiele zwischen Frauen-Nationalmannschaften und Spiele beim Algarve-Cup 2017, bei der Weltmeisterschaft 2019, Olympia 2021 in ihrem Heimatland sowie der Asienmeisterschaft 2022. Sie war als erste Frau (neben Salima Mukansanga und Stéphanie Frappart) bei der Weltmeisterschaft 2022 der Herren im Einsatz. Während Frappart eine Spielleitung bei dem Turnier verzeichnen konnte, kam Yamashita – genau wie Mukansanga – lediglich zu sechs Einsätzen als Vierte Offizielle.
Bei der Fußball-Weltmeisterschaft der Frauen 2023 leitete sie das Eröffnungsspiel zwischen Co-Gastgeber Neuseeland und Norwegen. Erstmalig in der Geschichte des Frauenfußballs wurde eine Entscheidung nach Videobeweis durch die Feldschiedsrichterin per Headset den Zuschauern im Stadion erklärt. Insgesamt leitete sie bei dem Turnier drei Spiele, darunter ein Achtelfinale.
Bei der Fußball-Asienmeisterschaft der Herren 2024 wurde sie zur ersten Schiedsrichterin in der Geschichte des Wettbewerbs, die ein Spiel bei den Männern leitete. Beim olympischen Fußballturnier im gleichen Jahr in Paris gehört sie erneut zum Aufgebot der Unparteiischen und soll in Herren- und Damenwettbewerb zum Einsatz kommen.

## Einsätze bei Turnieren

### Fußball-Weltmeisterschaft 2019
| Phase        | Datum         | Spielort | Heimmannschaft | Gastmannschaft | Ergebnis  |
| ------------ | ------------- | -------- | -------------- | -------------- | --------- |
| Gruppenphase | 15. Juni 2019 | Grenoble | Kanada         | Neuseeland     | 2:0 (0:0) |
| Achtelfinale | 22. Juni 2019 | Grenoble | Deutschland    | Nigeria        | 3:0 (2:0) |

### Olympisches Fußballturnier 2021
| Phase        | Datum         | Spielort | Heimmannschaft | Gastmannschaft | Ergebnis  |
| ------------ | ------------- | -------- | -------------- | -------------- | --------- |
| Gruppenphase | 21. Juli 2021 | Chōfu    | Schweden       | USA            | 3:0 (1:0) |
| Gruppenphase | 27. Juli 2021 | Saitama  | Brasilien      | Sambia         | 1:0 (1:0) |

### Fußball-Weltmeisterschaft 2023
| Phase        | Datum         | Spielort   | Heimmannschaft | Gastmannschaft | Ergebnis  |
| ------------ | ------------- | ---------- | -------------- | -------------- | --------- |
| Gruppenphase | 20. Juli 2023 | Auckland   | Neuseeland     | Norwegen       | 1:0 (0:0) |
| Gruppenphase | 27. Juli 2023 | Wellington | USA            | Niederlande    | 1:1 (0:1) |
| Achtelfinale | 6. Aug. 2023  | Sydney     | Niederlande    | Südafrika      | 2:0 (1:0) |

### Olympisches Fußballturnier 2024
| Phase        |  | Datum         | Spielort      | Heimmannschaft | Gastmannschaft      | Ergebnis  |
| ------------ |  | ------------- | ------------- | -------------- | ------------------- | --------- |
| Gruppenphase |  | 24. Juli 2024 | Nantes        | Ägypten        | Dominikanische Rep. | 0:0       |
| Gruppenphase |  | 31. Juli 2024 | Saint-Étienne | Sambia         | Deutschland         | 1:4 (0:1) |